# Ковіде
Ковіде (порт. Covide; МФА: [ku.ˈvi.dɨ]) — парафія в Португалії, у муніципалітеті Терраш-де-Бору. Розташована в північно-західній частині країни, на теренах історичної португальської провінції Дору-Міню. Входить до складу округу Брага. За адміністративним поділом, чинним до 1976 року, терени парафії були складовою провінції Міню. Належить до Бразької архідіоцезії Католицької церкви. Патрон — свята Марина. Площа — 18,0948 км². Населення — 343 ос. (2011). Слабо урбанізований регіон. Густота населення — 18,96 осіб/км²
. Код — 031008.

## Населення
| Кількість мешканців | Кількість мешканців | Кількість мешканців | Кількість мешканців | Кількість мешканців | Кількість мешканців | Кількість мешканців | Кількість мешканців | Кількість мешканців | Кількість мешканців | Кількість мешканців | Кількість мешканців | Кількість мешканців | Кількість мешканців | Кількість мешканців |
| ------------------- | ------------------- | ------------------- | ------------------- | ------------------- | ------------------- | ------------------- | ------------------- | ------------------- | ------------------- | ------------------- | ------------------- | ------------------- | ------------------- | ------------------- |
| 1864                | 1878                | 1890                | 1900                | 1911                | 1920                | 1930                | 1940                | 1950                | 1960                | 1970                | 1981                | 1991                | 2001                | 2011                |
| 410                 | 435                 | 419                 | 436                 | 500                 | 469                 | 522                 | 567                 | 610                 | 550                 | 385                 | 471                 | 489                 | 404                 | 343                 |